# Сълзи в дъжда
„Сълзи в дъжда“ (на английски: Tears in the Rain) е британски телевизионен филм от 1988 година на режисьора Дон Шарп, в главната роля играе американската кинозвезда Шарън Стоун в ролята на Кейси Кантрел. Базиран е по едноименния роман на Памела Уолъс.

## В България
Филмът е излъчен по БНТ 1 на 1 ноември 2014 г. с български дублаж на продуцентски център „Външна телевизионна продукция“, в който участва Силвия Лулчева с гласа на американската кинозвезда Шарън Стоун в главната ѝ роля.